# Sanga Stadium by Kyocera
Das Sanga Stadium by Kyocera (jap. サンガスタジアム by Kyocera, Sanga sutajiamu bai kyōsera), auch als Kyoto Stadium (jap. 京都スタジアム, Kyōto sutajiamu) bekannt, ist ein 2020 eröffnetes Fußballstadion in der japanischen Stadt Kameoka, Präfektur Kyōto. Es ist die Heimspielstätte des Fußballvereins Kyōto Sanga, der momentan in der J1 League, der höchsten Liga des Landes, spielt. Das Stadion hat ein Fassungsvermögen von 21.600 Personen.